# Paul Delaney
Paul Lewis Delaney III (Decatur, 30 agosto 1986) è un cestista statunitense.